# Мордкович Беньямін Зиновійович
Беньямі́н Зино́війович Мордко́вич (19 січня 1906, Одеса — 1992, Одеса) — український радянський скрипаль і музичний педагог.

## Життєпис
Учень Петра Столярського, в родині якого жив 1915—1920 років, після того, як залишився сиротою.
Друг Давида Ойстраха.
В довоєнні роки концертував в Одесі як соліст, а також як керівник струнного квартету Одеського музично-драматичного інституту імені Бетховена (Муздрамін).
Працював в Пермі, Баку, Тбілісі.
Після повернення 1944 року в Одесу з евакуації присвятив себе переважно педагогічній діяльності.
Був викладачем Одеської консерваторії (з 1954 — доцент, з 1972 року — професор) і Музичної школи-інтернату імені П. С. Столярського.
Серед його найбільш успішних учнів — Едуард Грач, Семен Ярошевич, Ольга Каверзнєва, Роза Файн, Ольга Дубоссарська-Калер, Валерій Климов, Дора Шварцберг, а також його син, згодом професор Одеської консерваторії Леонід Мордкович та його дружина Лідія Мордкович (1944—2014). Син Леонід згодом емігрував до США, де рано пішов з життя.
Беньямін Зиновійович 1977 року офіційно пішов на заслужений відпочинок, але продовжував працювати консультантом в консерваторії.
Пішов з життя 1992 року в Одесі.

## Нагороди
- Медаль «За доблесну працю у Великій Вітчизняній війні 1941—1945 років»
- Два значка «За відмінну роботу» Міністерства культури СРСР